# مایکل جنکینز
مایکل جنکینز (انگلیسی: Michael Jenkins؛ زادهٔ ۶ سپتامبر ۱۹۸۶) بازیکن بسکتبال اهل ایالات متحده آمریکا است.